# Rodolfo Novoa
Rodolfo Novoa (ca. 1940) es un deportista argentino, especializada en atletismo adaptado y baloncesto en silla de ruedas, que se ha destacado por ser uno de los medallistas paralímpicos de ese país. Novoa ganó dos medallas de plata en los Juegos Paralímpicos de Tokio 1964, en atletismo (posta 4x40) y baloncesto en silla de ruedas.

## Carrera deportiva

### Juegos Paralímpicos de Tokio 1964
| Atletismo: Posta 4x40 en silla de ruedas | Atletismo: Posta 4x40 en silla de ruedas                 | Atletismo: Posta 4x40 en silla de ruedas | Atletismo: Posta 4x40 en silla de ruedas | Atletismo: Posta 4x40 en silla de ruedas |
|                                          | Deportista                                               | País                                     |                                          |                                          |
| ---------------------------------------- | -------------------------------------------------------- | ---------------------------------------- | ---------------------------------------- | ---------------------------------------- |
| 1                                        |                                                          | Estados Unidos                           |                                          |                                          |
| 2                                        | Jorge Diz Roberto Iglesias Rodolfo Novoa Héctor Brandoni | Argentina                                |                                          |                                          |
| Fuente: IPC                              |                                                          |                                          |                                          |                                          |

| Baloncesto B incompleto masculino | Baloncesto B incompleto masculino | Baloncesto B incompleto masculino | Baloncesto B incompleto masculino | Baloncesto B incompleto masculino |
|                                   | País                              |                                   |                                   |                                   |
| --------------------------------- | --------------------------------- | --------------------------------- | --------------------------------- | --------------------------------- |
| 1                                 | Estados Unidos                    |                                   |                                   |                                   |
| 2                                 | Argentina                         |                                   |                                   |                                   |
| 3                                 | Israel                            |                                   |                                   |                                   |
| Fuente: IPC.                      |                                   |                                   |                                   |                                   |

El equipo argentino que ganó la medalla de plata en Tokio 1964 estuvo integrada por: Eduardo Albelo, Héctor Brandoni, Fernando Bustelli, Jorge Diz, Wilmer González, Juan Grusovin, Roberto Iglesias, Federico Marín, Rodolfo Novoa, Juan Sznitowski y Dante Tosi.